# 阿兰 (奥地利)
阿兰（德語：Alland）是奥地利下奥地利州巴登县的一个市镇。总面积68.71平方公里，总人口2385人，人口密度34.7人/平方公里（2005年）。